# آنری ویکتور رگنولت
آنری ویکتور رِنیو (فرانسوی: Henri Victor Regnault‎؛ زاده ۲۱ ژوئیهٔ ۱۸۱۰ - درگذشته ۱۹ ژانویه ۱۸۷۸) یک شیمی‌دان، فیزیکدان و دانشمند در زمینه ترمودینامیک اهل فرانسه بود.